# چشم‌بند

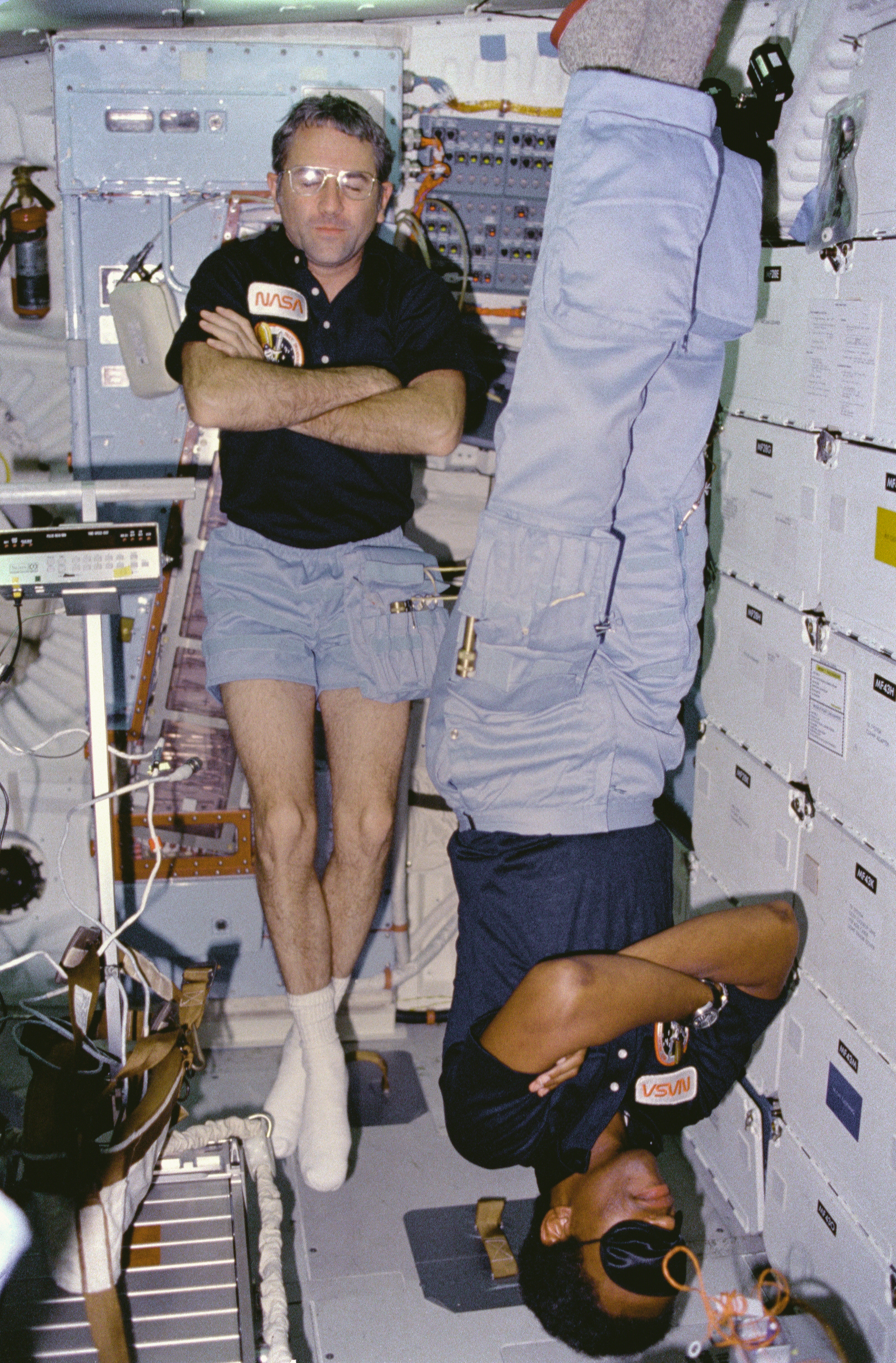
فضانوردان ریچارد اچ ترولی و گویون بلوفورد در فضاپیمای چلنجر خوابیده‌اند. بلوفورد، در پیش زمینه (وارونه) یک چشم‌بند خواب بر صورتش دارد. فضانوردان ممکن خوابیدن در فضا برای فضانوردان ممکن است مشکل باشد.

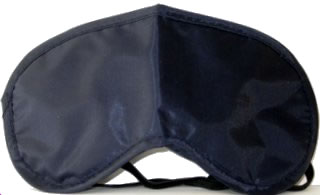
چشم‌بند خواب

چشم‌بند پوشاکی است که معمولاً از جنس پارچه می‌باشد و به سر شخص گره می‌خورد تا چشم او را بپوشاند و مانع بینایی شود. در حالی که یک چشم‌بند مناسب به طرزی کامل حتی اگر چشمها باز باشد مانع از دید می‌شود، یک چشم‌بند ضعیف یا گره خورده ممکن است باعث شود تا فرد بتواند تا شعاعی از اطراف را ببیند.

## کاربردی‌ها
به عنوان یک ماسک خواب: آنها هنگام خواب به‌خصوص هنگام مسافرت هوایی یا برای کسانی که در طول روز می خوابند استفاده می‌شود تا مانع از دیده شدن نور شوند و با توجه به جلوگیری از نور به کاربر امکان می‌دهد خواب عمیق‌تری داشته باشد.
فعالیت‌های جنسی نیز می‌تواند شامل استفاده از چشم‌بند شوند.

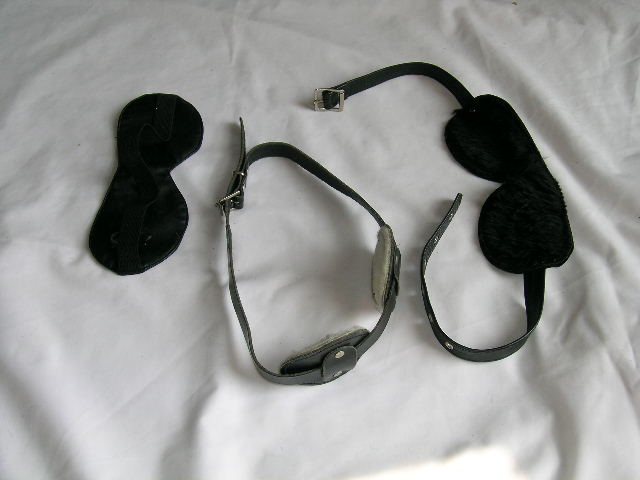
مجموعه ای از چشم‌بندها برای استفاده در بی‌دی‌اس‌ام.